# Batalla de la Vuelta de Obligado
La batalla de la Vuelta de Obligado es va produir el 20 de novembre de 1845, en aigües del riu Paraná, sobre el seu marge dret i al nord de la província de Buenos Aires (Argentina), en una corba on la llera s'amplia i gira, conegut com Vuelta de Obligado, en el que avui és la localitat d'Obligado.
Va enfrontar a la Província de Buenos Aires, liderada pel brigadier Juan Manuel de Rosas (qui va nomenar comandant de les forces portenyes al general Lucio Norberto Mansilla) i a l'esquadra anglo-francesa, la intervenció de la qual es va realitzar sota el pretext d'aconseguir la pacificació davant els problemes existents entre Buenos Aires i Montevideo. Els europeus pretenien establir relacions comercials directes entre Gran Bretanya i França amb les províncies de Santa Fe, Entre Ríos i Corrientes, sense passar per Buenos Aires ni reconèixer l'autoritat de Rosas com a encarregat de les relacions exteriors de la Confederació.

## Context previ
El 1845, el general Juan Manuel de Rosas governava per segona vegada la província de Buenos Aires, mentre que a l'Uruguai es trobava enmig d'una guerra civil entre els cabdills Manuel Oribe i Fructuoso Rivera. Oribe va acudir a Rosas, buscant suport per recuperar el govern que havia perdut davant Rivera qui era ajudat pel Brasil; a allò demandat pel nacional Oribe, Rosas va accedir amb aportació de tropes i armament. Amb aquesta ajuda, Oribe va envair l'Uruguai i va assetjar la ciutat de Montevideo.
La intervenció de forces estrangeres va exaltar els ànims, i va motivar que el Regne Unit i França intervinguessin en el conflicte, recolzant a l'autodenominat «Govern de la Defensa» protegit pel Brasil, el Regne Unit i França, autoconvocant-se com a mediadors en el conflicte. Rosas va ser intimat a retirar les seves tropes, però va rebutjar la intimació. Immediatament, l'esquadra portenya que bloquejava Montevideo va ser capturat per la flota combinada.
Amb el desenvolupament de la navegació a vapor (desenvolupament efectuat principalment al Regne Unit, França i Estats Units d'Amèrica) ocorregut a la tercera dècada del segle xix, grans navilis mercants i militars podien remuntar en temps relativament breus els rius en contra del corrent, i amb una bona relació de càrrega útil.

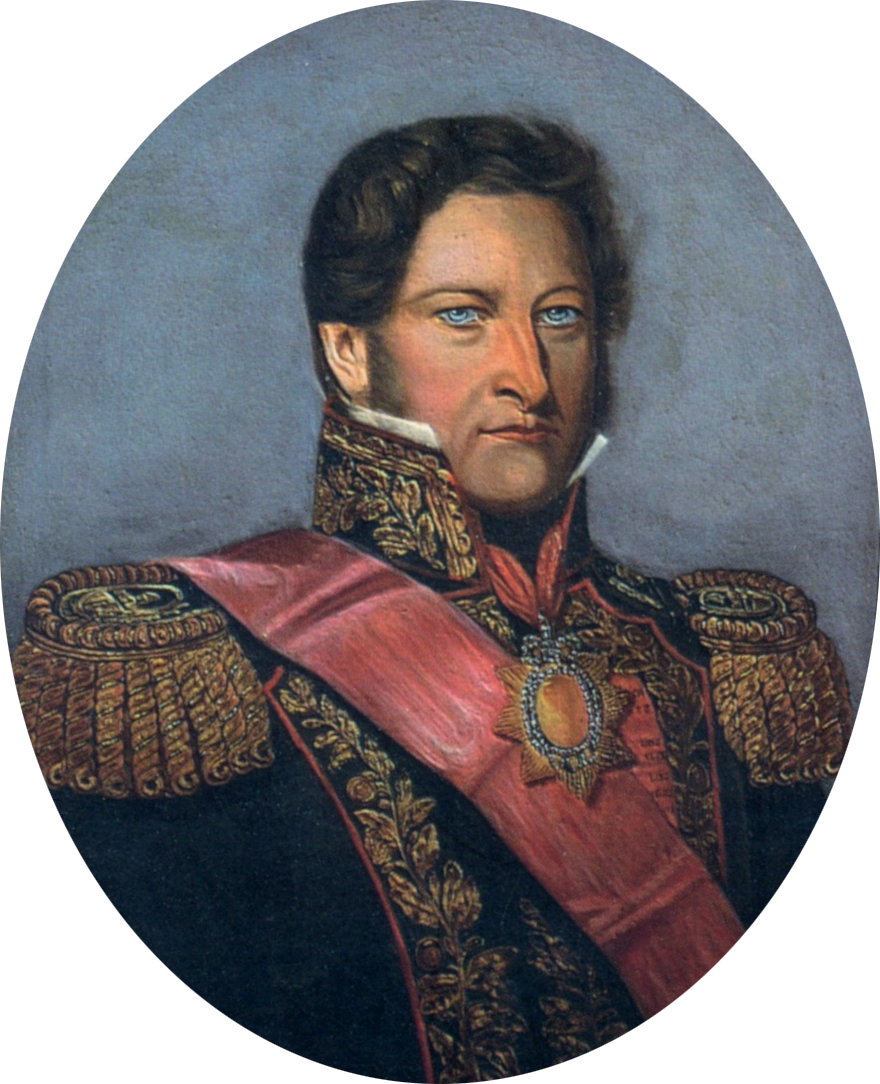
El governador Juan Manuel de Rosas

Aquest avenç tecnològic va esperonar els governs britànic i francès que, des de llavors, sent les superpotències d'aquella època, pretenien aconseguir garanties que permetessin el comerç i el lliure trànsit de les seves naus per l'estuari del Riu de la Plata i tots els rius interiors pertanyents a la conca del mateix.
L'any 1811, poc després de la Revolució de maig de 1810 (en què Argentina va començar el seu procés d'independència d'Espanya), Hipólito Vieytes va recórrer la costa del riu Paraná buscant un lloc ideal on poder muntar una defensa contra un hipotètic atac de naus espanyoles. Per a aquest propòsit va considerar el racó de la Vuelta de Obligado com el lloc ideal, per les seves alts cingles i la corba pronunciada que obligava les naus a apropar-se per passar-hi. Rosas estava al corrent de les seves anotacions, i és per això que va decidir preparar les defenses en aquest lloc.
En la nota sobre aquest combat, en explicar l'interès que movia Rosas, opina l'historiador Felipe Pigna:
| « | [Rosas] Compartia amb els terratinents de Buenos Aires la seguretat que l'Estat no podia entregar-se a cap potència estrangera. No hi havia tant a Rosas i als seus socis polítics i econòmics una actitud fanàtica que es transformés en xenofòbia ni de bon tros, sinó una política nacionalista pragmàtica que entenia com a desitjable que els anglesos manegessin el nostre comerç exterior, però que no admetia que s'apropiessin d'un sol pam de territori nacional que els donés ulteriors drets a copar l'Estat, font de tots els negocis i privilegis de la nostra burgesia terratinent.. | » |

## Preparatius
El 13 d'agost de 1845 se li van donar instruccions a Lucio Norberto Mansilla (pare del destacat escriptor argentí Lucio V. Mansilla) per construir bateries d'artilleria costaneres. Mansilla va sol·licitar al jutge de pau sampedrí Benito Urraco que l'informés sobre l'armament existent i la població d'entre 15 i 70 anys d'edat, i que posés en estat d'assemblea la milícia activa.
El dia 22 d'agost demanava l'enviament de 30 tirants de fusta per a la construcció de les bateries, i el 12 de novembre va enviar San Pedro al sergent major Julián Bendim, al comandament de «cent setanta i tants» soldats de cavalleria i infanteria, per protegir la ciutat d'un possible desembarcament anglo-francès.

## Els fets previs a la batalla

### Les forces anglo-franceses i argentines
En el marc de la Guerra Gran, una flota anglo-francesa (integrada per 22 vaixells de guerra i 92 vaixells mercants) va ser interceptada per tropes argentines, al comandament del general Lucio Norberto Mansilla. Els europeus disposaven de 418 canons i 880 soldats, contra sis vaixells mercants i 60 canons d'escàs calibre que els va oposar Rosas.
Onze vaixells de combat de l'esquadra anglo-francesa navegaven pel riu Paraná des dels primers dies de novembre; aquests navilis posseïen la tecnologia més avançada en maquinària militar de l'època, impulsats tant a vela com amb motors de vapor. Una part estaven parcialment blindats, i tots dotats de grans peces d'artilleria forjades en ferro, i de ràpida recàrrega com els canons de 24 lliures i de canons de 36 lliures, granades d'acció retardada, shrapnels (els primers obusos de fragmentació antipersona) i coets Congreve.

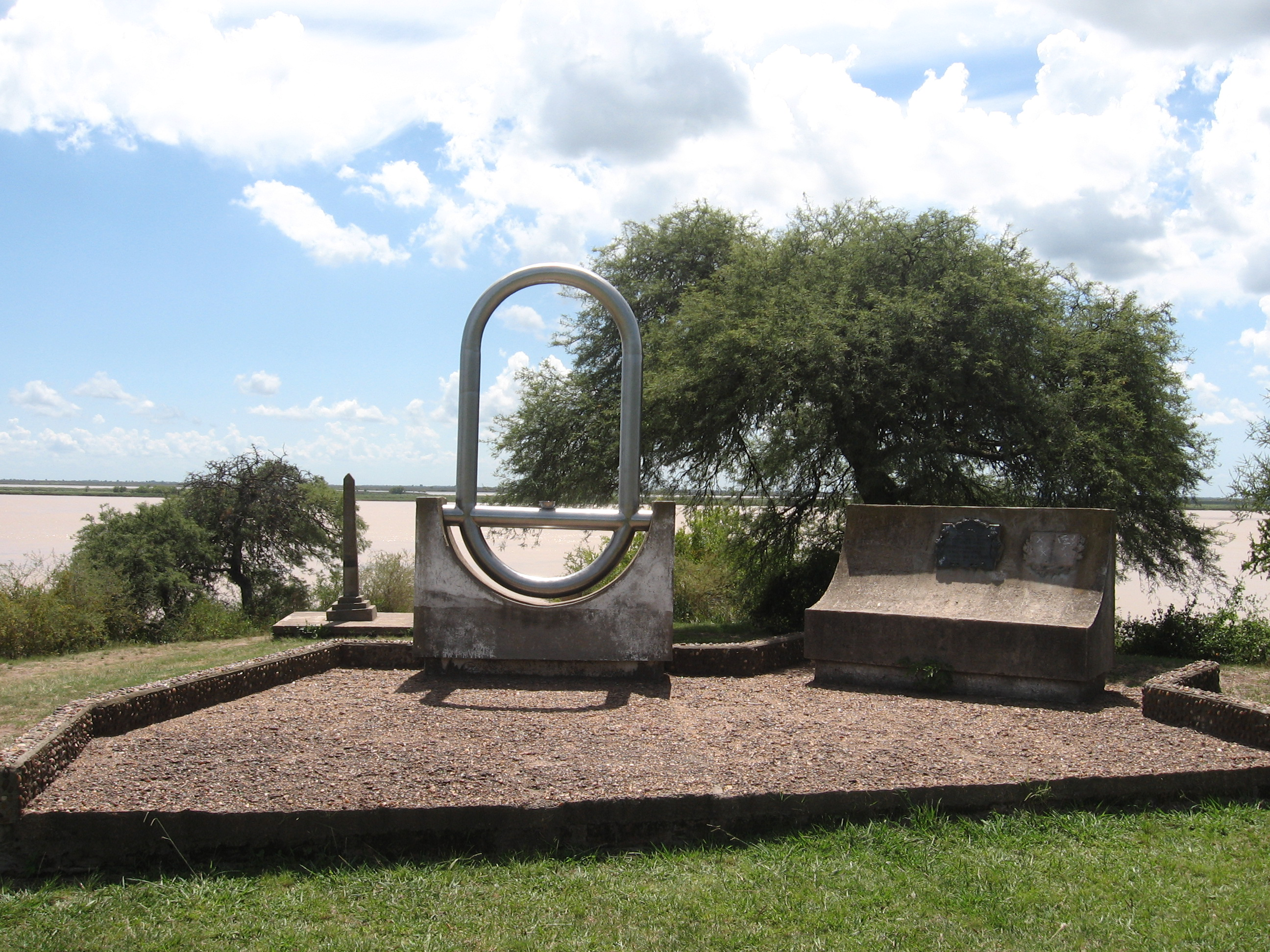
Monument als herois de la batalla de Vuelta de Obligado, inaugurat en el marc dels Festejos pel Bicentenari Argentí
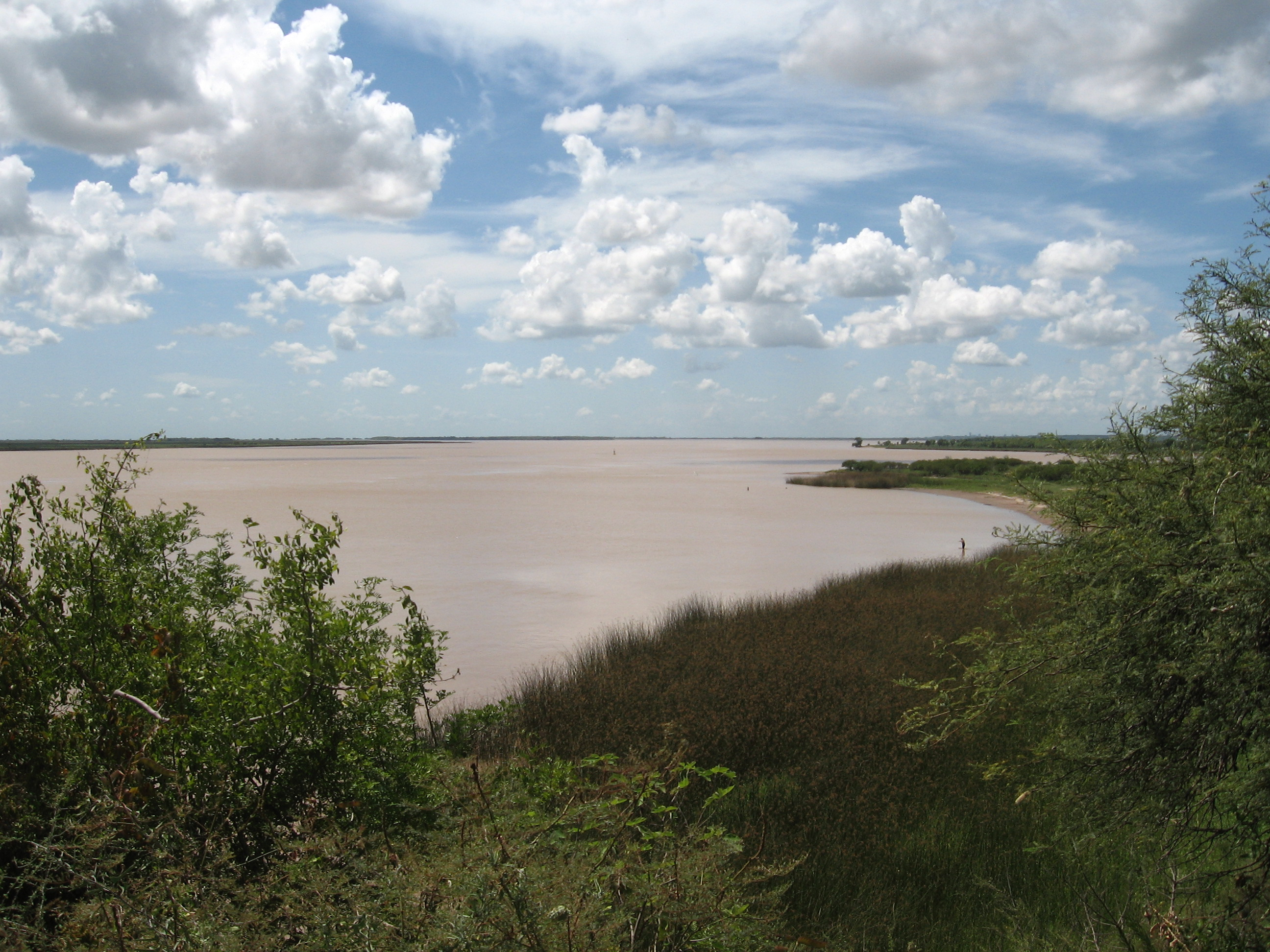
Lloc del riu Paraná on va tenir lloc la batalla

La principal fortificació argentina es trobava a Vuelta de Obligado, on el riu té 700 m d'amplada, i un racó pronunciat dificultava la navegació a vela.
El general Mansilla va fer estendre tres gruixudes cadenes de costa a costa, sobre 24 barques. L'operació va anar a càrrec principalment d'un italià immigrat a l'Argentina, de cognom Aliverti.
A la ribera dreta del riu va muntar quatre bateries d'artilleria amb 30 canons, molts d'ells de bronze, amb calibres de 8, 10 i 12, sent el més gran de 20, els que eren servits per una dotació de 160 artillers. La primera, anomenada Restaurador Rosas, estava al comandament d'Álvaro José d'Alzogaray; la segona, General Brown, al comandament del tinent de marina Eduardo Brown, fill de l'almirall Guillermo Brown; la tercera era la General Mansilla, comandada pel tinent d'artilleria Felipe Palacios; i la quarta, de reserva i aigües amunt de les cadenes, es va denominar Manuelita i va estar al comandament del tinent coronel Juan Bautista Thorne.

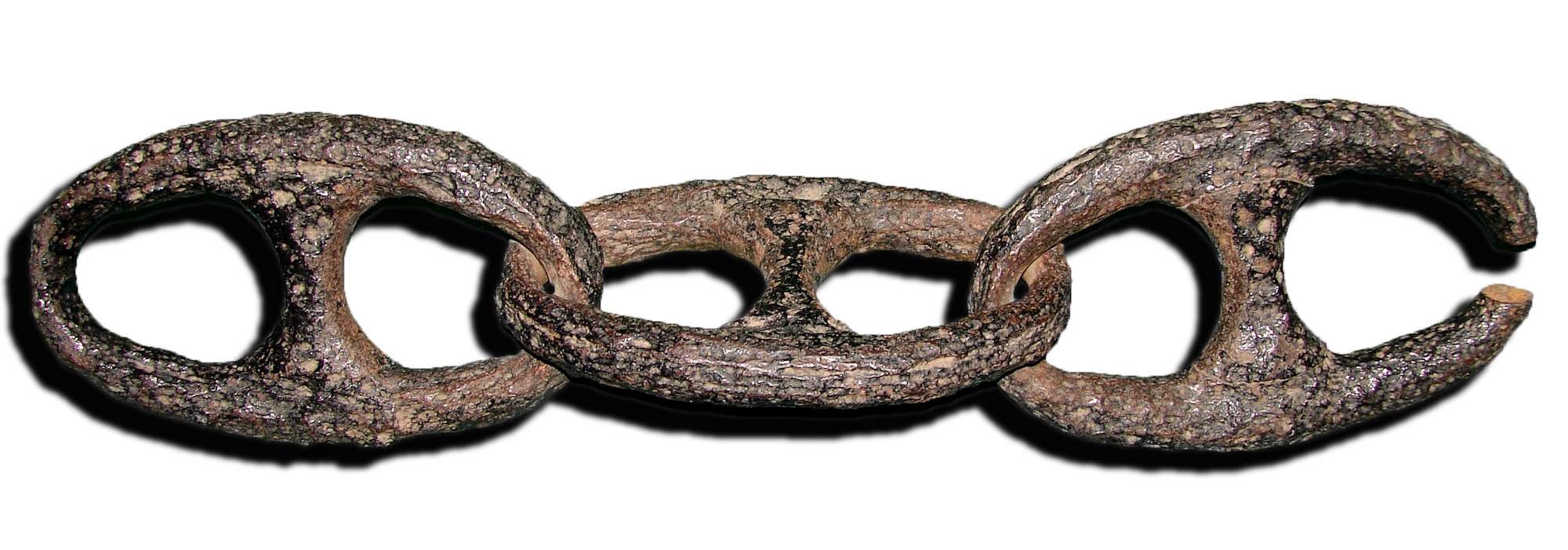
Fragment de les cadenes utilitzades a la batalla, exhibides al Museu del Bicentenari

A més, a les trinxeres hi havia 2000 homes, la major part gautxos assignats a la cavalleria, al comandament del coronel Ramón Rodríguez, cap del Regiment de Patricis. També hi van participar tropes del 2n batalló de Patricis. Al riu estava estacionat un bergantí, el Republicano, que (al comandament de Tomás Craig, irlandès nacionalitzat argentí) tenia com a missió cuidar les cadenes que creuaven el riu. Aquest vaixell va ser volat per la seva tripulació durant el combat, quan la seva captura per l'enemic era imminent. El Republicano estava acompanyat per les canoneres Restaurador i Llagos, que van aconseguir escapar indemnes cap al Pas de El Tonelero després de la batalla.
A les files argentines havien voluntàriament alguns soldats nascuts a les Illes Britàniques; al·legaven no estar cometent cap traïció, ja que el Regne Unit de Gran Bretanya i Irlanda no havia declarat formalment la guerra a la Confederació Argentina.

### La batalla
Aprofitant el relleu de la costa del riu Paraná en aquest lloc, Mansilla va disposar gran part de la seva tropa a la platja baixa ubicada abans dels cingles que en aquest punt tenen gairebé 20 metres d'alçada; considerant encertadament que els invasors anglo-francesos atacarien amb la seva artilleria primerament a les bateries argentines ubicades dalt d'aquests cingles, d'aquesta manera les tropes argentines ubicades a la part baixa podien fustigar l'aproximació a les costes dels navilis i fer front amb més eficàcia als desembarcaments dels invasors.

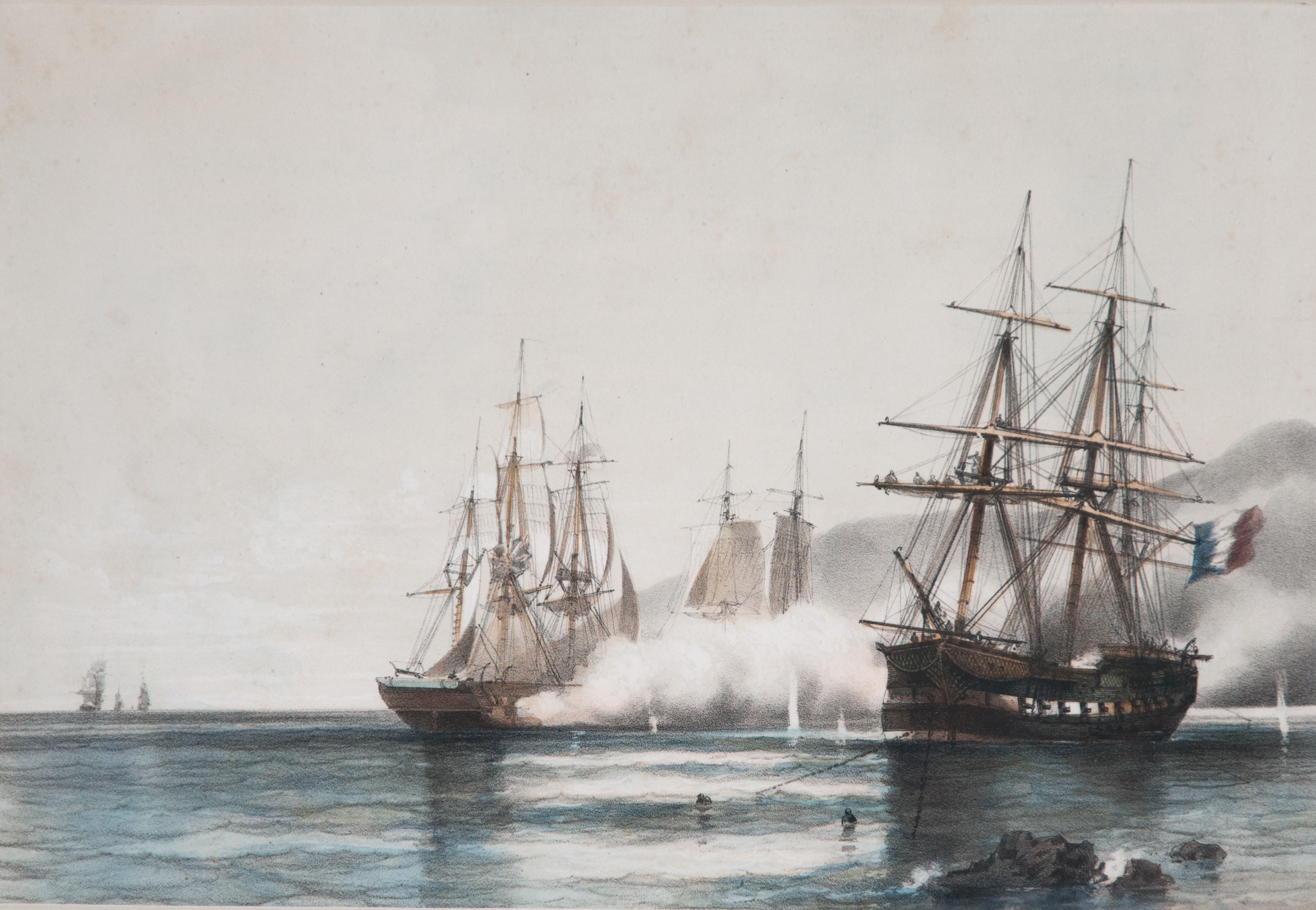
Combat de la Vuelta de Obligado

El combat es va iniciar a l'alba del dia 20 de novembre, primerament amb una escaramussa uns pocs quilòmetres aigües avall del riu Paraná quan tres barques argentins que patrullaven al riu van ser atacats per l'artilleria de la flota anglo-francesa; a les 08:00h del matí el vapor anglès al comandament de Charles Hotham va començar a canonejar les posicions argentines sense gaire efecte però a les 10:30h, la flota invasora reunida, amb el seu diluvi de projectils va començar a tenir eficàcia, amb un intens canoneig i fortes descàrregues de coets Congreve. Aquestes van respondre immediatament, però estaven en inferioritat de condicions, ja que comptaven amb canons de molt menor abast, molt menor precisió i notable lentitud de recàrrega, en comparació de les peces que posseïen els invasors.
Les tropes defensores els van rebre amb un «Visca la Pàtria!» i els sons de l'Himne Nacional Argentí. En trobar-se la nau capitana francesa de front a les bateries defensores, aquestes obren foc matant a l'acte a 28 homes d'aquest vaixell i danyant seriosament el seu aparell (es van comptabilitzar 11 trets només al pal major), independentment del gran ímpetu de les forces defensores, l'intercanvi de trets va causar des d'un primer moment múltiples baixes al bàndol argentí

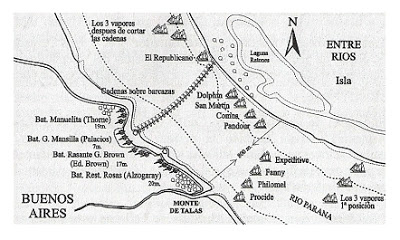
Plànol de la batalla

Sense perjudici de la desigualtat de forces, les bateries argentines aconsegueixen deixar fora de combat els bergantins Dolphin i Pandour, obligant a retrocedir al Comus, silenciant el poderós «canó de a 80» del Fulton i tallant l'àncora de la nau capitana (la qual va deixar de lluitar i es va allunyar a la deriva, aigües avall). Era tal el furor amb què les dues forces es batien, que en un moment donat Mansilla (sense perdre la seva acostumada serenitat) li va preguntar al seu amic italià: «Che, Alberti, què és això que tiren a l'aigua, d'aquell vaixell?», a la qual cosa l'italià (després de mirar a través de la seva ullera de llarga vista) va contestar: «Son corpos [cossos], usía!»
Després de més de dues hores de combat, les forces defensores havien esgotat gran part de les seves municions, per la qual cosa la seva capacitat de resposta va disminuir considerablement. Davant el canvi de les circumstàncies, el comandant Sullivan va ordenar el desembarcament de dos batallons que van avançar contra la bateria sud. El general Mansilla va ordenar la càrrega a baioneta. Mentre encapçalava la càrrega, va ser ferit de gravetat al pit per una andanada de metralla. El coronel Juan Bautista Thorne el reemplaça al comandament de l'artilleria, mentre que Rodríguez va assumir el comandament autònom de les seves forces de cavalleria. Thorne va perdre gairebé completament l'audició per una explosió de granada molt propera.

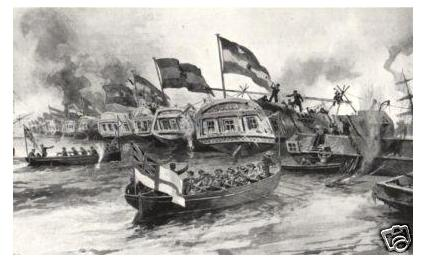
Tall de les cadenes per part del Firebrand

Amb la considerable disminució en els trets de l'equadra defensora, els atacants es dirigeixen cap a les cadenes, encapçalats pel vaixell Firebrand i, a cops de martell sobre una enclusa, aconsegueixen tallar-les. Després de diverses hores de combat, forces d'infanteria (principalment franceses) van desembarcar a la costa, atacant la bateria argentina, que va perdre 21 canons en poder de l'enemic. En no poder transportar-los, els invasors els van inutilitzar. Però quan van pretendre sostenir la seva posició, les forces desembarcades van ser atacades per la cavalleria del coronel Ramón Rodríguez, que les va obligar a reembarcar-se en forma temporal, cedint davant d'un segon atac (aquesta vegada de mariners francesos i infants de marina britànics) que va ser més eficaç.

Aprofitant la defensa que els argentins havien de fer de les peces d'artilleria durant el desembarcament, les forces atacants van incendiar les barques que sostenien les cadenes. També es va perdre el vaixell Republicano, que va ser volat pel seu propi comandant davant de la impossibilitat de defensar-lo. Les forces defensores van tenir 250 morts i 400 ferits. Els agressors, per la seva banda, van tenir 26 morts i 86 ferits i van patir grans avaries a les seves naus que van obligar l'esquadra a romandre gairebé immòbil en diferents punts del Delta del Paraná, per a reparacions d'urgència.

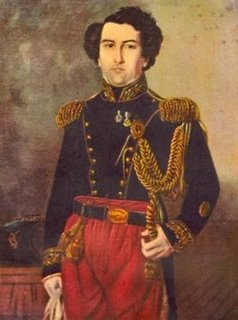
Oli del general Lucio Norberto Mansilla (1792-1871), comandant de les forces argentines

Finalment, els anglo-francesos van aconseguir forçar el pas i continuar cap al nord, atribuint-se la victòria. Va dir l'almirall britànic:
| «                   | Sento vivament que aquest coratjós fet d'armes s'hagi aconseguit a costa d'aquesta pèrdua de vides, però considerada la forta oposició de l'enemic i l'obstinació amb què va ser defensada, hem d'agrair a la Divina Providència que aquella no hagi estat més gran. | » |
| — Samuel Inglefield | |   |

Per la seva banda, el metge de les forces argentines va manifestar:
| «                      | Avui he vist què és un valent. Va començar el foc a dos quarts de deu i va durar fins a dos quarts de sis de la tarda a les bateries, i continua ara entre la muntanya d'Obligado el foc de fusell (són les 11 de la nit). El meu oncle ha estat entre els parapets de les bateries i entre les pluges de bales i la metralla de 120 canons enemics. Desmuntada ja la nostra artilleria, apagats completament els seus focs, l'enemic va fer senyals de desembarcar; llavors el meu oncle es va posar personalment al capdavant de la infanteria i va marxar a impedir el desembarcament, quan va caure ferit pel cop de metralla; tanmateix es va disputar el terreny amb honor, i es va salvar tota l'artilleria volant. La nostra pèrdua es pot aproximar a tres-cents valents entre morts, ferits i contusos; la de l'enemic es pot dir que és doblement més gran; han llençat a l'aigua munts de cadàvers (...). Aquesta és una batalla molt gloriosa per al nostre país. Ens hem defensat amb valentia i heroïcitat. | » |
| — Dr. Sabino O’Donnell | |   |

El comunicat mèdic elevat al brigadier Rosas sobre l'estat de salut del general Mansilla després de la batalla va ser el següent:
| « | El doctor Don Sabino O'Donnell, que havia assistit al Sr. General des dels primers moments, ens va fer la història dels accidents que havia patit i els mitjans que havia emprat per evitar pernicioses conseqüències. El Sr. General Mansilla va rebre a la tarda del 20 un impacte de metralla (la que hem vist i pesa més d'una lliura) a la banda esquerra de l'estómac, sobre les diferents costelles, i segons hem reconegut, ha estat fracturada una d'aquestes. Va caure sense sentit, va patir per moltes hores desmais, vòmits, i altres molestos accidents que van anar calmant gradualment; se li ha aplicat un embenat apropiat per posar remei a la fractura de la costella, i s'utilitzen els mitjans que aconsella l'art. | » |

És de destacar que, poc temps després, el mateix Mansilla va comandar les forces de la Confederació en els atacs realitzats riu amunt a la mateixa flota anglo-francesa en els combats de Tonelero i de San Lorenzo.

### La campanya naval posterior a la batalla d'Obligado
Contra el que les forces anglo-franceses esperaven, no van aconseguir concitar la simpatia de la població riberenca, especialment a les províncies de Santa Fe (que va ser defensada per tropes al comandament de Pascual Echagüe) i Entre Ríos. A les ribes d'ambdues províncies, la flota invasora va ser atacada repetidament, tant d'anada com de tornada, en els combats de Pas del Tonelero, San Lorenzo i Quebracho.
En aquest darrer combat, en particular, la flota invasora va perdre 6 mercants (2 incendiats per l'artilleria i quatre incendiats per les seves tripulacions en encallar) i 2 dels seus vaixells de guerra van patir avaries importants. Els argentins, per part seva, només un mort i dos ferits. La població civil, segons sembla, va recolzar fermament l'acció militar de les forces de Lucio Norberto Mansilla i del coronel Martín de Santa Coloma.
En canvi, la flota anglo-francesa va aconseguir alguns resultats comercials a la província de Corrientes, que des de feia diversos anys romania rebel a l'autoritat nacional del general Rosas. Diversos dels vaixells van atracar als ports de Goya i Corrientes i en alguns intermedis. Algunes naus van continuar el camí fins al Paraguai, país que també resultava afectat pel conflicte. Tot i això, el resultat comercial de la campanya va ser molt escàs, a causa de la pobresa i falta d'efectiu a Corrientes i Paraguai. La major part de les mercaderies que portaven van quedar sense vendre. El seu cost financer, després dels danys infligits per les forces argentines, es va elevar enormement. Per tant, si bé van aconseguir alguns resultats polítics, els beneficis econòmics esperats van ser negatius.
Després de diversos mesos d'haver partit, les forces i naus agressores van haver de tornar a Montevideo «delmades per la gana, el foc, l'escorbut i el desànim», segons l'historiador argentí José Luis Muñoz Azpirí.

## El paper de les dones
A la Batalla de Vuelta de Obligado van participar nombroses dones que, com infermeres, auxiliars dels artillers o acompanyants dels combatents, van posar en risc la seva vida davant les potències agressores. Entre les patriotes es va destacar un grup de dames de San Nicolás y San Pedro que van proveir amb projectils els combatents i que van auxiliar els ferits. Josefa Ruiz Moreno, Rudecinda Porcel, Maria Ruiz Moreno, Carolina Suárez, Francisca Nabarro i Faustina Pereira responien a Petrona Simonino, segons el comunicat de guerra, heroiques dones que el relat històric no va saber reconèixer amb justícia.
Filla de pare francès i mare criolla, Petrona Simounin (anomenada Simonino pels nicolenys) va néixer a San Nicolás, província de Buenos Aires, el 1811. El 1832 es va casar amb Juan Silva, un hisendat de la zona amb qui va tenir vuit fills. Tots dos van participar en la Batalla de Vuelta de Obligado: ell, com a capità de la milícia nord i ella, auxiliant els combatents. A l'inici de les accions, el 20 de novembre de 1845, Petrona va auxiliar els infants, artillers i milicians al camp de batalla. Les seves tasques van consistir a oferir-los, enmig de la polseguera i del foc enemic, aigua fresca, primers auxilis i la col·locació d'embenats. Al costat d'altres dones que també van contribuir a la contesa, feien les vegades d'infermeres i traslladaven els ferits fora de l'abast de les bales i el foc dels canons anglo-francesos que provenia des del riu Paraná. La tasca de Petrona Simonino va adquirir gran rellevància atès que 100 canons de gruixut calibre disparaven sense parar contra les forces federals. Al comunicat de guerra, confeccionat pel general Mansilla, se la cita de forma especial amb la menció següent:
| « | Van haver de deixar aquell lloc, sota un foc abrasador, per allunyar les carretes del Parc, amb augment nombre de ferits i famílies, en les quals es va distingir pel seu valor varonil l'esposa del capità Silva, la senyora Petrona Simonino. | » |

No va ser l'única dona amb protagonisme en aquesta batalla, tal com va deixar consignat Francisco Crespo, l'ajudant de Lucio Mansilla, al comunicat que va enviar a Rosas:
| « | També han mort amb heroïcitat diverses virtuoses dones, que es van mantenir en aquest sagnant combat al costat dels seus esposos, fills o coneguts, socorrent els ferits i ajudant els combatents en la defensa de l'honor argentí. | » |

Petrona Simonino va morir oblidada el 1887, als 76 anys d'edat. Un dels primers registres que evoca la seva història es va publicar a la revista El Hogar el novembre de 1935. La nota, signada pel tinent coronel Evaristo Ramirez Juárez, té l'enorme virtut de rescatar de l'oblit la història de Petrona, recuperant el comunicat militar que anomena «les dones combatents», encara que ho fa amb alguns estereotips.
La intervenció de Petrona Simonino en el combat d'Obligado no s'hauria de pensar llavors com un cas aïllat. A Historia de mujeres en la sociedad argentina (Història de dones a la societat argentina), la historiadora Dora Barrancos enumera les dones que es van sumar amb conviccions pròpies a les lluites polítiques i militars en aquest context històric tan complex. A la pròpia òrbita familiar del rosisme sobresurten els exemples de dones amb poder propi, com Agustina López Osornio de Rosas (mare de Rosas) i Encarnación Ezcurra (esposa de Rosas), que va tenir una participació crucial en la «Revolució dels Restauradors» ja que va dirimir a favor de Rosas el poder dins de les files federals, a més de ser una de les referències més importants de la Societat Popular Restauradora, l'associació que reclutava adherents del rosisme i fustigava els adversaris polítics. També és el cas de María Josefa Ezcurra (germana d'Encarnación), la trajectòria de la qual va trencar amb diversos dels motlles esperats per a una dona a la seva època; i Agustina Ortiz de Rozas (germana del «Restaurador»), que era amant de les lletres i exhibia un interès marcat per l'educació de les dones. Més enllà de l'òrbita familiar rosista, Pascuala Beláustegui de Arana va ser una federal experta en política i, a les files unitàries, es va destacar, entre altres dones, Eulalia Ares de Vildoza, amb gran protagonisme en la política catamarquenya del període.

## Conseqüències
De manera que la victòria anglo-francesa va resultar pírrica; tant la decisió de les forces defensores, com les complicacions que imposava (i imposa actualment) la sinuosa llera del Paraná a la navegació, feien excessivament costós intentar novament la navegació del mateix en contra de la voluntat del govern porteny.
La batalla va tenir gran difusió a tota Amèrica. Xile i Brasil van canviar els seus sentiments (que fins aleshores havien estat hostils a Rosas) i es van bolcar, momentàniament, a la causa de la Confederació. Fins i tot alguns unitaris (enemics tradicionals de Rosas) es van commoure i el coronel Martiniano Chilavert es va oferir a formar part de l'exèrcit de la Confederació.
El general José de San Martín (1778-1850) va expressar des del seu exili a França al seu amic Tomás Guido:
10- El general José de San Martín (1778-1850) expresó desde su exilio en Francia a su amigo Tomás Guido:
| «                                | Ja sabia l'acció d'Obligado; quina inequitat! De tota manera els interventors hauran vist per aquesta mostra que els argentins no són empanades que es mengen sense més feina que obrir la boca. A tal manera de procedir no ens queda cap altre partit que el de no mirar el futur i complir amb el deure d'homes lliures sigui quina sigui la sort que ens depari el destí, que en íntima convicció no seria un moment dubtosa a favor nostre si tots els argentins es persuadissin del deshonor que recaurà a la nostra pàtria si les nacions europees triomfen en aquesta contesa que al meu entendre és de tanta transcendència com la de la nostra emancipació de l'Espanya. | » |
| — José de San Martín (1778-1850) | |   |

Aquesta batalla (malgrat ser una derrota tàctica) va donar com a resultat la victòria diplomàtica de la Confederació Argentina, a causa de l'alt cost que va demanar l'operació. Implícitament, la resistència oposada pel govern argentí, va obligar els invasors a acceptar la sobirania argentina sobre els rius interiors.
Gran Bretanya, amb el Tractat Arana-Southern, de 1847, va concloure definitivament aquest conflicte i el març d'aquell any va ordenar la retirada de la seva flota. França va trigar un any més, fins a la signatura del Tractat Arana-Lepredour.
Aquests tractats reconeixien la navegació del riu Paraná com una navegació interna de la Confederació Argentina i subjecta només a les seves lleis i reglaments, igual que la del riu Uruguai en comú amb l'Estat Oriental.

## Recordatoris
Històricament, els federals i nacionalistes argentins han considerat el combat de Vuelta Obligado com el triomf més important en la lluita per consolidar i fer respectar la sobirania de les noves repúbliques, especialment la República Argentina.
Al Metro de París hi ha una estació que fins al 1947 es deia «Obligado». Després de la visita a França d'Evita Perón va ser rebatejada com a «Argentine».
La Batalla de Vuelta de Obligado ha estat recordada als bitllets de 20 pesos argentins, que en una cara porta el retrat de Juan Manuel de Rosas i al revers una imatge de la Batalla de Vuelta de Obligado.
Els pocs emblemes dels estats de la Confederació Argentina que van ser presos pels francesos van ser reintegrats a la República Argentina pel primer ministre francès Jacques Chirac.
Se sap que el gautxo Antonio Rivero va integrar les forces patriotes combatent els invasors i alguns autors sostenen que va morir valentament en acció durant aquesta batalla. El lloc on va estar ubicada la bateria argentina és avui un lloc històric, amb monuments i inscripcions que recorden el fet.
Durant el combat de Vuelta de Obligado, el Regiment de Patricis al comandament del coronel Ramón Rodríguez va tenir una actuació tan valerosa que, molts anys més tard, el 1883, el que va ser cap en aquell moment de les forces britàniques, va lliurar al consolat argentí a Londres una bandera argentina presa en el combat contra les tropes argentines, amb una carta en què, entre altres conceptes laudatoris, expressava:
| «                         | Vull restituir al coronel Rodríguez, si viu, o al Regiment de Patricis de Buenos Aires, si encara existeix, la bandera sota la qual i en la noble defensa de la seva Pàtria, van caure tants dels que en aquella època el componien. | » |
| — Almirant J. B. Sullivan | |   |

Perón assumeix la presidència el 1973, nomenant Manuel de Anchorena ambaixador al Regne Unit amb instruccions de negociar la repatriació del cos de Rosas. El Govern britànic va accedir a autoritzar-la, i el Congrés de la Nació Argentina va aprovar una resolució a aquest efecte (el seu cos va ser repatriat recentment el 1989). L'historiador José María Rosa va proposar al Congrés de la Nació Argentina sancionar el dia nacional a la seva commemoració. El 9 d'octubre de 1974 va ser promulgada la Llei 20.770, que va declarar el 20 de novembre com a Dia de la Sobirania Nacional, en commemoració de la Batalla de Vuelta de Obligado
En el marc de les festes del Bicentenari, per mitjà del Decret 1584/2010 s'incorpora aquesta data com a festiu nacional.
El 20 de novembre de 2010, la llavors presidenta Cristina Fernández de Kirchner va inaugurar al lloc el Monument a la Batalla de Vuelta de Obligado o Monument de la Sobirania, que consta d'una escultura en la qual se simula una gran tanca circular de baules de cadenes il·luminada per una flama. La base de la tanca circular està envoltada per una estrella federal, és a dir, una estrella vermella amb vuit puntes. Aquesta gran escultura és obra del pintor i escultor Rogelio Polesello, i s'emplaça a la Reserva Natural a la Vuelta de Obligado, administrada pel municipi de San Pedro.
1- El 20 de noviembre de 2010, la entonces presidenta Cristina Fernández de Kirchner inauguró en el lugar el Monumento a la Batalla de la Vuelta de Obligado o Monumento de la Soberanía, que consta de una escultura en la cual se simula una gran valla circular de eslabones de cadenas iluminada por una llama votiva. La base de la valla circular está rodeada por una estrella federal, es decir, una estrella roja punzó con ocho puntas. Tal gran escultura es obra del pintor y escultor Rogelio Polesello, y se emplaza en la Reserva Natural en la Vuelta de Obligado, administrada por el municipio de San Pedro.